# Joseph Kessel
Joseph Kessel (Nacido José Elías Kessel, Villa Clara, Entre Ríos, 10 de febrero de 1898 - Avernes, Val-d'Oise, 23 de julio de 1979) fue un escritor y periodista francés nacido en Argentina.

## Biografía
Su padre era médico judeo-lituano, y debido a sus viajes Kessel nació en Argentina, por lo que también tenía la ciudadanía de este país. Pasó sus primeros años de vida en Oremburgo, Rusia, y finalmente la familia se instaló en Niza. Estudió en esta ciudad y en París.
Estuvo en la I Guerra Mundial como enfermero, durante los primeros meses, y en el Journal de Débats como periodista sobre política exterior. En 1916 Kessel se alistó como voluntario y sirvió en la artillería y en la aviación. En otoño de 1938 viajó a España con el fotógrafo Jean Moral y desde allí escribió crónicas sobre la guerra civil para Paris-Soir y Paris Match, que se ilustraban con las fotografías de Moral. Más tarde, en febrero de 1939, regresaría a España con su hermano Georges, vía marítima Toulon-Gandía y visitaría Madrid. Después de haber sido corresponsal de guerra en la península y en la llamada guerra de broma, Kessel se unió en la Francia ocupada por los nazis a la resistencia junto con su sobrino, el futuro escritor Maurice Druon. Con él cruzaría clandestinamente los Pirineos para dirigirse a Londres y alistarse en la fuerza aérea libre del general De Gaulle. Juntos también escribirían en mayo de 1943 El canto de los partisanos, himno de la resistencia francesa.
Después de la guerra, retomó su labor de corresponsal y, como tal, asistió al proceso de Núremberg, viajó a Palestina y en mayo de 1948 recibió el primer visado del nuevo Israel. Posteriormente viajó a África, Birmania y Afganistán, país este último que le inspiraría para la que es considerada una de sus mejores novelas: Los jinetes (1967).
Kessel había debutado en la literatura con la novela La estepa roja en 1921 y cinco años más tarde se había consagrado con Les captifs, que obtuvo el gran premio de la Academia Francesa. Escritor prolífico, desde su debut hasta el comienzo de la Segunda Guerra Mundial había publicado más de 40 novelas y desde la guerra hasta su muerte sacó una treintena más. Algunas fueron adaptadas al cine, como Belle de jour (1928), que inspiró a Luis Buñuel su película homónima de 1967, o El ejército de las sombras (1943), llevada en 1969 a la pantalla grande por Jean-Pierre Melville. El director de origen húngaro Alexander Esway adaptó Le bataillon du ciel en 1947, es decir, el mismo año que apareció el libro; en 1971 hizo lo propio el estadounidense John Frankenheimer con Los jinetes, que protagonizó Omar Sharif. Esta película, que en inglés se llamaba The Horsemen, en España adquirió el nombre de Orgullo de estirpe. En 1982 Jacques Rouffio hizo lo propio con La pasante del Sans-Souci (1936). 
Fue miembro de la Academia francesa desde 1962.
Joseph Kessel está sepultado en el Cementerio de Montparnasse en París.
En 1997 la Sociedad Civil de Autores Multimedia (Société civile des auteurs multimédia, SCAM) rebautizó en honor al escritor el galardón que había creado en 1991. El Premio Joseph Kessel se otorga anualmente a una obra en prosa en francés (viaje, biografía, ensayo o novela).

## Homenaje
En Buenos Aires, Argentina, una plazoleta conformada por la rotonda de la avenida Sarmiento y la costanera Rafael Obligado (a metros del Aeroparque Jorge Newbery) lleva su nombre; se inauguró en noviembre de 2015 y en ella fue reubicado un monumento conmemorativo al aviador Jean Mermoz.

## Obras

### Novelas
- La Steppe rouge, Gallimard, 1921 — La estepa roja, G. Hernández y Galo Sáez, Madrid, 1928
- L'Équipage, Gallimard, 1923 — Patrullas del aire, Santiago, 1936 / La escuadrilla, trad.: Pedro I. Rosell; Argonauta, Buenos Aires, 1947
- Vent de sable, Hachette, 1923 — Ráfagas de arena, trad.: Buenaventura L. Vidal; Literarias, Madrid, 1931 / Viento de arena, trad.: Gloria Roset; Inédita, Barcelona, 2008
- Au camp des vaincus, ou la Critique du 11 mai, con Georges Suarez; Gallimard, 1924
- Rencontre au restaurant, À l'Enseigne de la Porte Étroite, 1925
- Les Rois aveugles, Les Éditions de France, 1925 — Los reyes ciegos: el poder de Rasputin, trad.: Leopoldo Hurtado; Osiris, Santiago, 1933 / Rasputin: zar en la sombra, Bruguera, Barcelona, 1972
- Mary de Cork, Gallimard, 1925 —  Mary de Cork, Zig-Zag, Santiago, 1933
- Mémoires d'un commissaire du peuple, Champion, 1925
- Le Triplace, Marcelle Lessage, 1926
- Makhno et sa Juive, EOS —  Makhno y su judía, Biblioteca Letras n.º 17, Universitaria, Santiago, 1933
- Moisson d'octobre, La Cité des livres, 1926
- Les Captifs, Galllimard, 1926
- Le Thé du capitaine Sogoub, Au Sans Pareil, 1926
- Naki le kourouma, 1926
- Terre d'amour, Les Éditions de France, 1927
- Nuits de princes, Les Éditions de France, 1927 — Noches de príncipes, editorial Zig-Zag, Santiago
- La Rage au ventre, EOS, 1927
- La Coupe fêlée. Un drôle de Noël, éditions Lemarget, 1927
- En Syrie, Simon Kra, 1927
- De la rue de Rome au chemin de Paradis., Les Editions du Cadran, 1927
- La Femme de maison ou Mariette au désert, Simon Kra, 1928
- Littérature rouge, Société de conférences de la Principauté de Monaco, 1927
- Dames de Californie, Émile Hazan, 1928
- Belle de jour, Gallimard, 1928 — Belle de jour, trad.: Ángel Fernández-Santos; Aymá, Barcelona, 1967 (Círculo de Lectura, Madrid, 1977)
- Les Nuits de Sibérie, Flammarion, 1928
- La Règle de l'homme, Gallimard, 1928
- Secrets parisiens, Éditions des Cahiers Libres, 1928
- Le Coup de grâce, Les Éditions de France, 1931 — El golpe de gracia, Pomaire, Santiago, 1963
- De la rue de Rome au chemin de Paradis, Editions du Cadran, 1931
- Fortune carrée, Les Éditions de France, 1932
- Bas-fonds, Éditions des Portiques, 1932
- Wagon-lit, Gallimard, 1932 — Coche-cama, trad.:  Ventura Bagüés; Fénix, Madrid, 1933
- Nuits de Montmartre, Les Éditions de France, 1932 — Noches de Montmartre, trad.: Gloria R. de Barttfeld; Emecé, Buenos Aires, 1971
- Les Nuits cruelles, Les Éditions de France, 1932
- Marchés d'esclaves, Les Éditions de France, 1933
- Les Cœurs purs, Gallimard, 1934 — Los corazones puros, Ercilla, Santiago, 1937
- Les Enfants de la chance, Gallimard, 1934 — Los hijos de la suerte, trad.: Francisco Elías, Ascensión y Mariano Tudela; Ediciones G.P., 1970
- Stavisky, l'homme que j'ai connu, Gallimard, 1934 — Stavisky, Osiris, Santiago, 1934
- Le Repos de l'équipage, Gallimard, 1935
- Une balle perdue, Les Éditions de France, 1935
- Hollywood, ville mirage, Gallimard, 1936
- La Passante du Sans-Souci, Gallimard, 1936 — La dama de Sans-Souci, trad: Ramón Margalef Llambrich; Aymá, Barcelona, 1969
- La Rose de Java, Gallimard, 1937
- Comment est mort le maréchal Pétain, France Forever, Executive office, 1942
- L'Armée des ombres, Charlot, 1943 — El ejército fantasma, trad.: Manuel Vallvé, colección La Vida de los Pueblos, Mateu, Barcelona, 1946 / El ejército de las sombras, trad.: María del Valle; Numancia, Buenos Aires, 1945; trad.: Roberto Mujica Lainez; Emecé, Buenos Aires, 1946
- Les Maudru, Julliard-Séquana, 1945 — Los Maudru, Ediciones del Tridente, Buenos Aires, 1945
- Le Bataillon du ciel, Julliard, 1947
- Le Tour du malheur, Gallimard, 1950 — El cuarteto de París, Pomaire, Santiago, 1975 
  - La Fontaine Médicis — La fuente de Médicis, trad.: Marta Gómez de Muñoz, Pomaire, Santiago / Buenos Aires, 1962
  - L'Affaire Bernan — El caso Bernan, trad.: Valentina Gómez de Muñoz, Pomaire, Santiago / Buenos Aires, 1962
  - Les Lauriers roses — Los laureles rojos, trad.: Ximena Garcés de Arteche; Pomaire, 1975
  - L'Homme de plâtre — El hombre de yeso, trad.: Ximena Garcés de Arteche; Pomaire, 1975
- La Rage au ventre, La nouvelle société d'édition, 1950
- La Nagaïka. Trois récits, Julliard, 1951
- Le Procès des enfants perdus, Julliard, 1951
- Au Grand Socco, Gallimard, 1952
- Les Amants du Tage, Éditions du Milieu du monde, 1954 — Los amantes de Lisboa, trad.: Enrique Molina; Emecé, Buenos Aires, 1970
- La Piste fauve, Gallimard, 1954 - La pista salvaje, trad.: Domingo Pruna; Plaza & Janés, Barcelona, 1961
- La Vallée des rubis, Gallimard, 1955 — El valle de los rubíes, trad.: Francisco Elías, Ascensión y Mariano Tudela; Ediciones G.P., 1970
- Témoin parmi les hommes, Del Duca, 1956
  - Le Temps de l'espérance
  - Les Jours de l'aventure
  - L'Heure des châtiments
  - La Nouvelle Saison
  - Le Jeu du Roi
  - Les Instants de vérité
- La Petite Démente, Gallimard, 1958
- Le Lion, Gallimard, 1958 — El león, trad.: Fernando Coruego, El Aleph, Barcelona, 2002
- Inde, péninsule des dieux, Hachette, 1960
- Tous n'étaient pas des anges, Plon, 1963
- Pour l'honneur, Plon, 1964
- Les Cavaliers, Gallimard, 1967 — Los jinetes, trad.: Javier Albiñana; Destino, 2001
- Un mur à Jérusalem, Éditions Premières, 1968
- Les Fils de l'impossible, Plon, 1970
- Des hommes, Gallimard, 1972 — Los hombres
- Le Petit Âne blanc, Gallimard, 1975
- Les Temps sauvages, Gallimard, 1975 — Tiempos salvajes, trad.: Ana María de la Fuente; Plaza & Janés, Barcelona, 1977
- Jugements derniers, Christian de Bartillat, 1995

### Otras publicaciones
- Nouveaux contes. Le tocsin de pâques - Le typhique - Un tour du diable - Le commissaire de la mort - La loi des montagnes., Editions des Cahiers Libres, 1928
- Tierra judía, trad.: Sergio Atria; Imprenta Universitaria, Santiago, 1930
- Mermoz, Gallimard, 1939 — Mermoz, biografía del piloto Jean Mermoz, trad.: Javier Atero; Inédita, Barcelona, 2008
- Letra de El canto de los partisanos, con su sobrino Maurice Druon, 1943
- Hong Kong et Macao, Gallimard, 1957
- Les Mains du miracle, Gallimard 1960 — Manos milagrosas, biografía de Felix Kersten; Grijalbo, Barcelona, 1961, trad.: Margarita García Roig (Círculo de Lectores, 1969)
- En Tanger, zona internacional, Editorial del Pacífico, Santiago, 1962
- Avec les Alcooliques Anonymes, Gallimard, 1960 — Alcohólicos anónimos, trad.: Alfredo Crespo; Plaza & Janés, Barcelona, 1986
- Israël que j'aime, Sun, 1966
- Terre d'amour et de feu. Israël 1925-1961, Plon, 1965 — Israel, tierra de amor y de fuego, trad.: Ximena Garcés de Arteche; Pomaire, Santiago, 1965; Círculo de Lectores, Barcelona, 1967
- Il pleut des étoiles...Portraits de Stars de cinéma, Gallimard, 2003
- Ami entends-tu..., edición de Jean-Marie Baron, La Table Ronde, 2006
- Kessel-Moral: Un fotógrafo y un escritor en la guerra civil española, Inédita, Barcelona, 2009
- Reportages, Romans, Gallimard, 2010
- La guerra está aquí al lado, reportajes sobre la guerra civil española publicados en 1938 en Paris-Soir con fotos de Jean Moral, trad.: Glòria Roset Arissó; Ken, Navarra, 2011